# Eckart Märzke

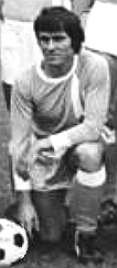
Eckart Märzke (1978)

Eckart Märzke (in anderen Quellen auch Eckhard und Eckhart; * 7. Dezember 1952 in Greifswald) war Fußballspieler in der DDR-Oberliga, der höchsten ostdeutschen Fußballklasse, und spielte dort für Hansa Rostock und die BSG Stahl Brandenburg. Er ist mehrfacher Junioren- und Nachwuchsnationalspieler und bestritt ein Länderspiel mit der B-Nationalmannschaft der DDR. Später begann er als Fußballtrainer zu arbeiten.

## Sportliche Laufbahn
Märzke begann seine Fußball-Karriere in seiner Heimatstadt. Er spielte dort für Lok Greifswald, Einheit Greifswald und der Nachfolgegemeinschaft BSG KKW Greifswald. Bei Einheit und KKW profitierte er von der erfolgreichen Nachwuchsarbeit, aus der bereits mit Helmut Hergesell und Lothar Hahn Nachwuchsnationalspieler und Oberligastammspieler bei Hansa Rostock hervorgegangen waren. Auch Märzke schaffte aus der Juniorenmannschaft von KKW Greifswald 1970 den Sprung in die DDR-Juniorennationalmannschaft, in der er bis 1971 insgesamt 13-mal eingesetzt wurde. Noch im Alter von 17 Jahren wurde er am 27. September 1970 in der DDR-Ligamannschaft der Greifswalder eingesetzt.
Zum 1. November 1970 wechselte Märzke zum DDR-Oberligisten Hansa Rostock. Auch dort wurde er zuerst in der in der DDR-Liga spielenden 2. Mannschaft zum Einsatz gebracht. Erst am 18. Dezember 1971 kam er am 11. Spieltag der Saison 1971/72 in der Begegnung Hansa Rostock – 1. FC Lok Leipzig (0:0) als zentraler Abwehrspieler zu seinem ersten Oberligaeinsatz. Die Saison beendete er mit insgesamt sieben Oberligaspielen. Ein Jahr später hatte er sich mit 17 Einsätzen bereits einen Stammplatz im Oberligateam erobert. 1973 wurde Märzke in den Kader der Nachwuchs-Nationalmannschaft aufgenommen. Bis 1974 bestritt er fünf Nachwuchs-Länderspiele. Am 26. Oktober 1976 wurde er in dem B-Länderspiel DDR – Bulgarien (0:1) als Mittelfeldspieler eingesetzt. In den Spielzeiten 1975/76 und 1977/78 musste Märzke nach Abstiegen der Hanseaten in der zweitklassigen DDR-Liga antreten. Als Rostock auch 1979 zum dritten Mal mit Märzke abstieg, begann er auch im August 1979 wieder mit DDR-Ligaeinsätzen. Im November 1979 wurde er zum Militärdienst einberufen, und danach kehrte er nicht wieder nach Rostock zurück. In den zurückliegenden neun Jahren hatte der 1,70 Meter große Abwehr- und Mittelfeldspieler in sechs Oberligaspielzeiten 94 Erstligaspiele und in zweieinhalb DDR-Liga-Serien 45 Zweitligaspiele bestritten und insgesamt acht Tore erzielt.
Nach Beendigung seines Militärdienstes meldete sich Märzke im Januar 1981 beim DDR-Ligisten BSG Stahl Brandenburg an. 1984 konnte er mit den Havelstädtern den Aufstieg in die Oberliga feiern. Nach 99 DDR-Ligaspielen kam Märzke von 1984 bis 1986 in drei Spielzeiten 59-mal in der Oberliga zum Einsatz (ein Tor). Außerdem bestritt er vier UEFA-Cup-Spiele. Im Alter von 34 Jahren beendete er anschließend seine leistungssportliche Laufbahn.
Seine Karriere ließ er bei Motor Ludwigsfelde (Januar 1987 – Juni 1989) und Chemie Premnitz (Juli 1989 – Juni 1991) ausklingen. Ab 1991 arbeitete er als Trainer beim Brandenburger BSC Süd 05 und war dort bis zum Frühjahr 2004 tätig, gleichzeitig arbeitete er als Manager. Danach folgten Engagements beim SV Schwarz-Rot Neustadt (Dosse) (Juli – November 2004), beim SV Lichtenberg 47 (Dezember 2004 – März 2005), FC Stahl Brandenburg (April 2005 – Juni 2006) und Torgelower SV Greif (Juli 2006 – August 2008). Am 1. Oktober 2010 übernahm Märzke das Training des mecklenburg-vorpommerschen Verbandsligisten FC Pommern Greifswald. 2012 stieg die Mannschaft unter Märzke in die Oberliga Nordost auf. Im Oktober 2014 wurde Märzke entlassen. Mit Beginn der Spielzeit 2015/16 übernahm er erneut das Traineramt beim Verbandsligisten FC Stahl Brandenburg. Zum Saisonende 2019/20 gab er seinen Trainerposten beim FC Stahl ab. Seit Dezember 2022 ist Märzke Trainer des SV Empor Schenkenberg (Landesklasse West Brandenburg).